# Detlef Rößler
Detlef Friedrich Rößler (* 21. Januar 1942 in Plauen; † 16. Dezember 2013 in Göttingen) war ein deutscher Klassischer Archäologe.

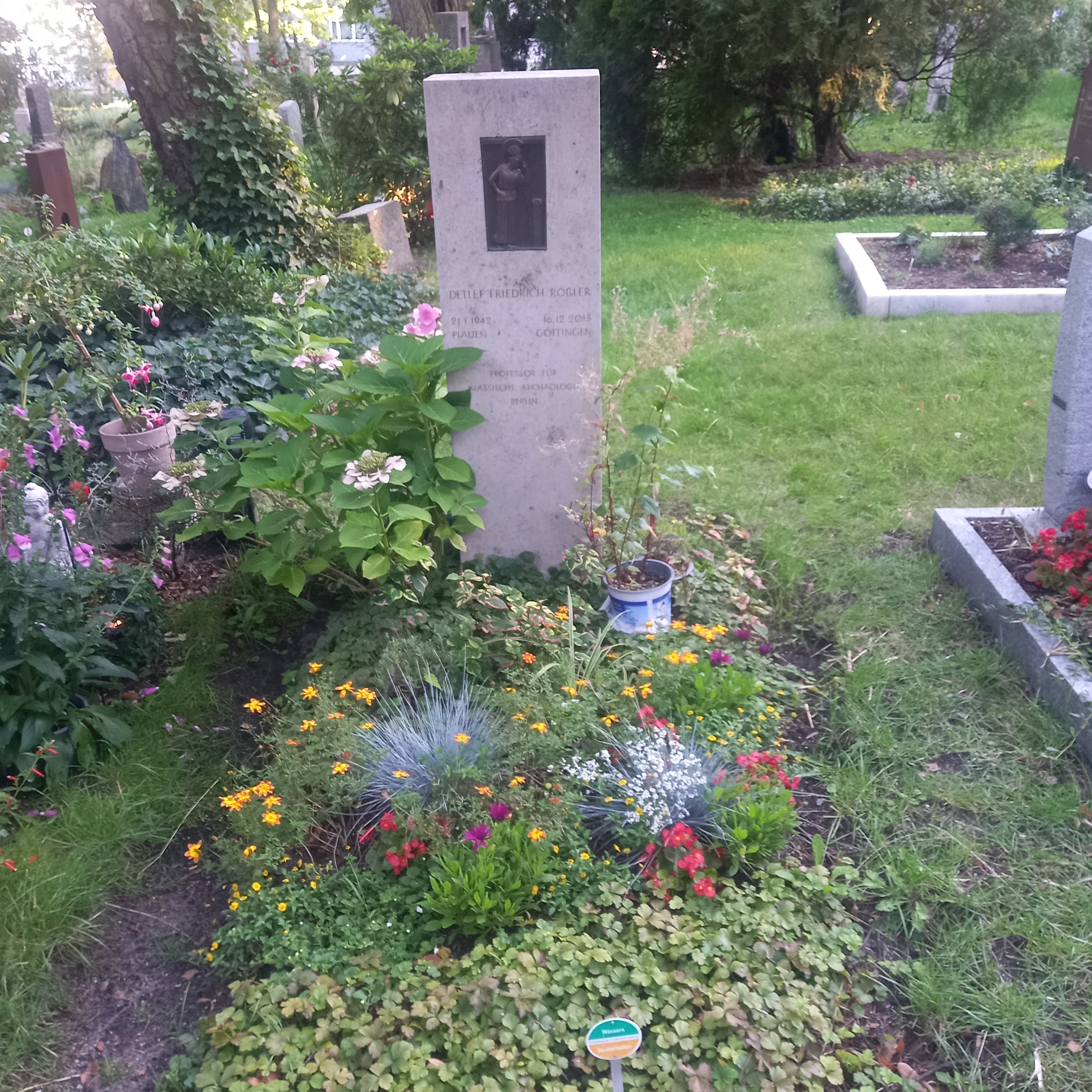
Das Grab von Detlef Rößler auf dem evangelischen Friedhof I der Georgen-Parochialgemeinde in Berlin

Rößler studierte ab 1964 Klassische Archäologie und Alte Geschichte an der Humboldt-Universität zu Berlin und war seit 1968 diplomierter Klassischer Archäologe. An der Humboldt-Universität war er von 1968 bis 1974 Assistent am Winckelmann-Institut für Klassische Archäologie. Seit 1975 war Rößler wissenschaftlicher Mitarbeiter, seit 1982 Abteilungs- und Forschungsgruppenleiter am Zentralinstitut für Alte Geschichte und Archäologie der Akademie der Wissenschaften der DDR bis 1987. 1976 erfolgte seine Promotion mit einer Dissertation zum Thema Untersuchungen zur römischen Porträtkunst im 3. Viertel des 3. Jhdts. u. Z.: künstlerische Entwicklung und Versuch einer vergleichenden Gegenüberstellung mit der neuplatonischen Philosophie Plotins. Von 1987 bis 1994 war er erneut als wissenschaftlicher Assistent an der Humboldt-Universität tätig. 1989 erlangte er die Facultas Docendi an der Humboldt-Universität, 1994 habilitierte er sich an der Freien Universität Berlin. Seit Juni 1994 war er C3-Professor für Klassische Archäologie an der Humboldt-Universität zu Berlin. 2007 wurde er pensioniert, danach lehrte er dort bis März 2008 als Gastprofessor.
Rößlers Forschungsschwerpunkte waren das römische Porträt, die Antikerezeption im 18. und 19. Jahrhundert, die Geschichte der klassischen Archäologie nach Johann Joachim Winckelmann sowie der Bezug Berlins zur Antike. 1989 und 1991 veröffentlichte Rößler auch zwei an Kinder gerichtete Bücher über die Antike (Stadt der Athene und Mykene).
2010 erhielt Rößler die Winckelmann-Medaille der Stadt Stendal.

## Schriften
- mit Peter Betthausen, Thomas Häntzsche und Ulrike Krenzlin: Europäische Kunstgeschichte in Daten, Verlag der Kunst, Dresden 1984
- Herausgeber: Antike und Barock, Winckelmann-Gesellschaft, Stendal 1989 (Vorträge und Aufsätze, Winckelmann-Gesellschaft, Bd. 1) ISBN 3-910060-04-8
- mit Peter Musiolek: Stadt der Athene, Kinderbuchverlag, Berlin 1989, ISBN 3-358-01350-2
- Mykene. Burg des Agamemnon, Kinderbuchverlag, Berlin 1991 (Alte Kulturen am Mittelmeer) ISBN 3-358-02015-0
- Stilkritische Untersuchungen an kleinasiatischen und griechischen Porträts des 3. Jahrhunderts n.Chr. Zur Frage der „Gallienischen Renaissance“. Habilitationsschrift Freie Universität Berlin 1993
- Herausgeber mit Veit Stürmer: Modus in rebus. Gedenkschrift für Wolfgang Schindler, Gebrüder Mann, Berlin 1995, ISBN 3-7861-1331-9
- Herausgeber mit Kathrin Schade, Alfred Schäfer: Zentren und Wirkungsräume der Antikerezeption. Zur Bedeutung von Raum und Kommunikation für die neuzeitliche Transformation der griechisch-römischen Antike, Scriptorium, Münster 2007, ISBN 3-932610-41-5
- Herausgeber mit Stephanie-Gerrit Bruer: "...die Augen ein wenig zu öffnen". Der Blick auf die antike Kunst von der Renaissance bis heute. Festschrift für Max Kunze, Rutzen, Ruhpolding und Mainz 2011, ISBN 3-447-06433-1